# Плавция (майка на Петрония)
Вижте пояснителната страница за други личности с името Плавция.
Плавция (на латински: Plautia) е римска благородничка, тъща на римския император Вителий.

## Произход
Произлиза от фамилията Плавции. Дъщеря е на Авъл Плавций (консул 1 пр.н.е.) и Вителия, която е далечна леля на император Вителий. Сестра е на Авъл Плавций (суфектконсул 29 г. и завоювателят на Британия) и на Квинт Плавций (консул 36 г. и баща на Плавций Латеран). Нейната по-далечна леля Ургулания e приятелка със съпругата на императора Ливия Друзила.

## Фамилия
Плавция се омъжва за Публий Петроний (* 24 пр.н.е.; † 46 г.). Той е авгур, през 19 г. суфектконсул, от 29 до 35 г. е 6 пъти проконсул (управител) на провинция Азия, от 39 до 43 г. управител на провинция Сирия. Те имат децата:
- Тит Петроний Арбитер (* 14 г.), писател и суфектконсул 60 г., близък на Нерон и автор на Сатирикон
- Публий Петроний Турпилиан (* 25 г.), консул 61 г.
- Петрония, която се омъжва за по-късния император Вителий и за Гней Корнелий Долабела (роднина на император Галба)
  - Петрониан Вителий, убит от баща си Авъл Вителий
  - Сервий Корнелий Долабела Петрониан, консул 86 г.
    - Сервий Корнелий Долабела Метилиан Помпей Марцел, суфектконсул 113 г.